# Luca Giordano
Luca Giordano (Nàpols, 18 d'octubre de 1634 - 12 de gener de 1705) fou un pintor barroc italià. A Espanya, va ser també conegut com a Lucas Jordán, per la castellanització del nom.

## Vida i obra

### Aprenentatge
Fill d'un modest pintor, l'amistat amb Josep de Ribera marcaria la seva vida. Luca va començar a primerenca edat a treballar amb Ribera en el seu taller de Nàpols, i a causa de la gran influència de l'artista valencià i als nombrosos viatges que va realitzar per Roma, Venècia i altres ciutats, a la recerca d'un major coneixement de les diferents tècniques de l'època, es converteix en un dels millors artistes del barroc.
Va ser ajudant de Pietro da Cortona a Roma, aprofundint en els aspectes decoratius. És singularment famós per la seva rapidíssima producció i la seva versatilitat; efectuarà imitacions a la manera de Rafael, Tiziano i Rubens. La seva activitat, bastant prolífica, i la seva velocitat en pintar es reflecteixen en el seu sobrenom Lucca Fà-presto.

### Reconeixement

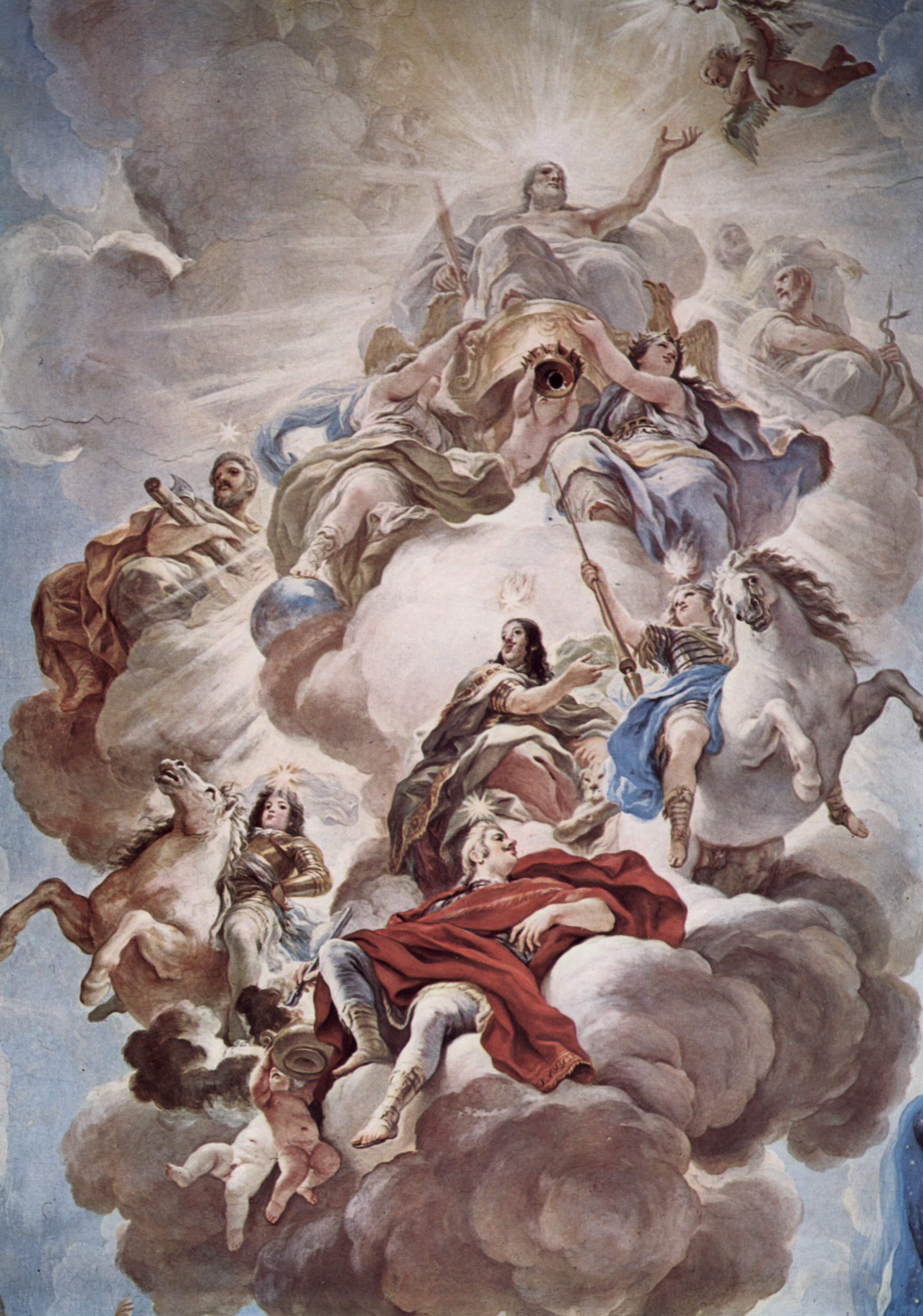
Triomf dels Medici entre les núvols del mont Olimp, fresc en el palau Medici Riccardi, 1684-1686

Als vint anys, realitza una sèrie de teles per a la basílica de Sant Pietro Ad Aram (Nàpols), en les quals plasma el seu mestratge i també la influència de Ribera. A partir d'aquests anys, el seu prestigi creix i rep encàrrecs d'importància per a diverses esglésies italianes, i fins i tot espanyoles.
Giordano va adquirir un estil que fusionava el venecià i el romà. Combinà la pompa ornamental de Paolo Veronese amb esquemes complexos més vius a la gran manera de Pietro da Cortona.
A Venècia, va pintar frescos en la basílica de Santa Maria della Salute. Entre 1682-83, va pintar diverses sèries de frescos a Florència, incloent la cúpula de la capella dels Corsini en l'església de Santa Maria del Carmine. En l'illa ocupada per l'antic palau Mèdici, va pintar el sostre de la Biblioteca Riccardiana (La saviesa alliberada de l'esclavitud de la ignorància) i l'immens sostre de la galeria del palau Mèdici Riccardi.

### Estada a Espanya

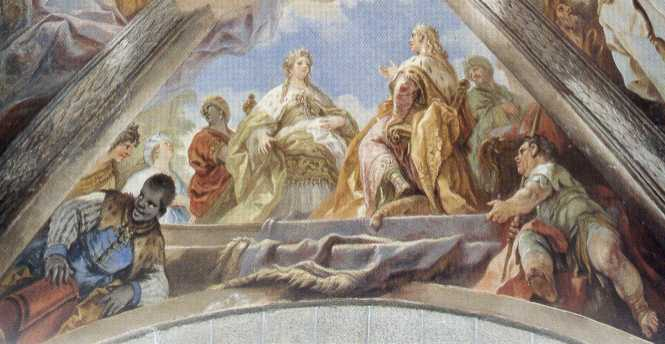
Salomó i la reina de Sabà en la volta de la basílica de l'Escorial, 1693-94

Cap a 1670, a causa de la seva activitat incessant en frescos de nombrosos monestirs i esglésies i dels nombrosos encàrrecs espanyols d'obres pictòriques, el rei Carles II de Castella li encarrega pintar els frescos del monestir de l'Escorial. El 1692 arriba a Espanya, on romandrà durant una dècada.
La llibertat, inventiva i la tècnica de Giordano van ser les causes de l'èxit dels frescos de l'Escorial. A aquesta obra van seguir d'altres de gran importància com en el palau del Bon Retir, l'església d'Atocha i la sagristia de la catedral de Toledo, a més de nombroses obres en llenços per a la cort i el clergat.
A part dels seus frescos en el monestir de l'Escorial, destaca l'existent en el Casón del Buen Retiro, un dels escassos murals que subsisteixen a Madrid, dels diversos que va executar. En l'església de Sant Antoni dels Alemanys de Madrid, situada al carrer De la Puebla, també es poden trobar frescos seus.
La seva presència mitjançant pintures sobre llenç és, per contra, enorme: més de 40 en el Museu del Prado, com El somni de Salomó, Rubens pintant una al·legoria de la pau i retrats eqüestres de petit format de Carles II i la seva esposa, segurament models previs per a exemplars de gran grandària que no van arribar a executar-se.
A més del quadre Santiago apòstol en la Batalla de Clavijo de l'església del convent de les Comendadores de Santiago a Madrid, destaquen entre altres llocs la col·lecció de pintures existent en el convent de Carmelites de Peñaranda de Bracamonte i la del monestir de Guadalupe a Càceres.
Adquireix gran popularitat en la cort espanyola i se li concedeix el títol de cavaller. A causa de la mort de Carles II i a la difícil situació durant l'època de Felip V, decideix tornar a Nàpols el 1702.

### Retorn a Nàpols

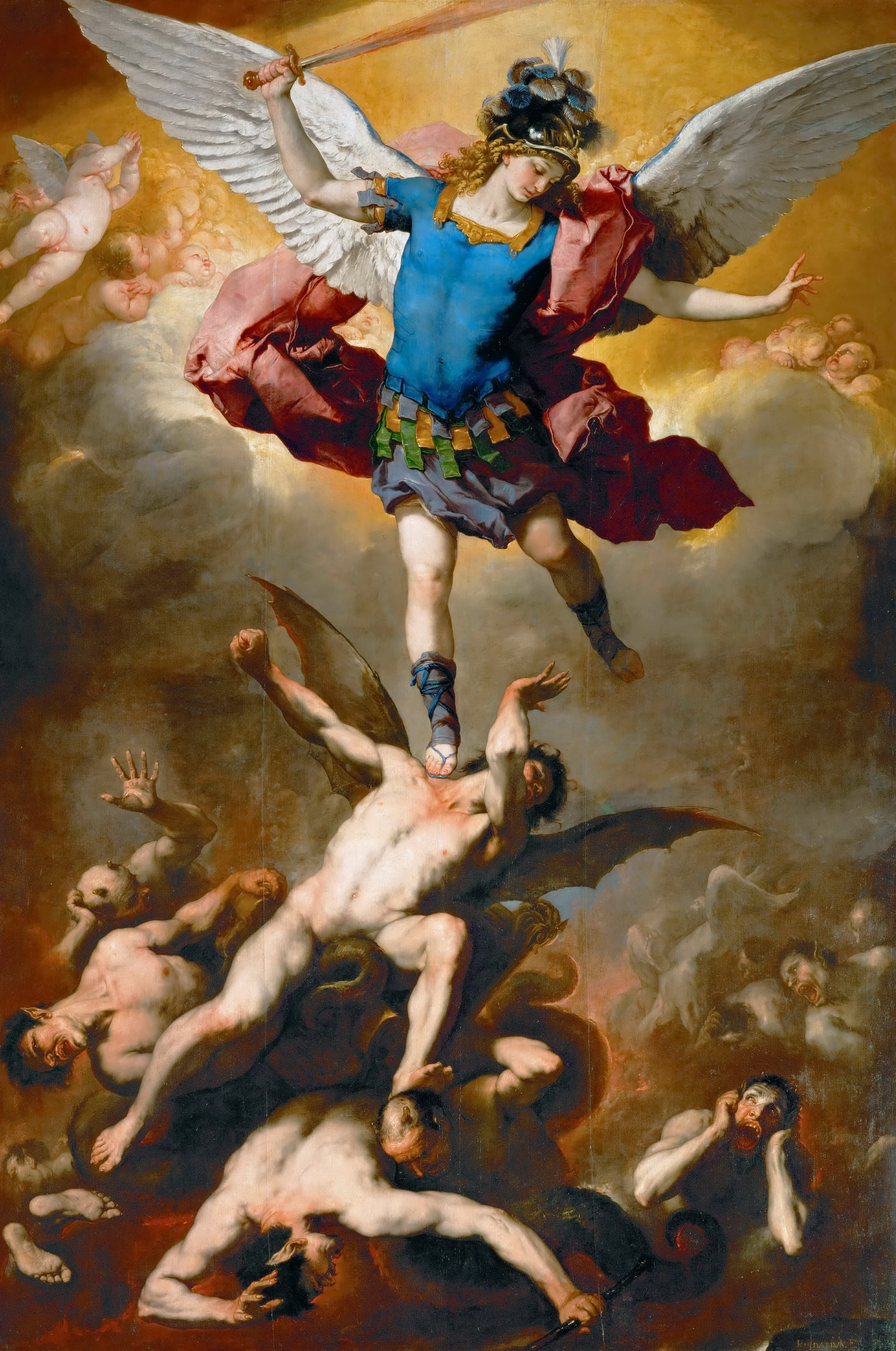
L'arcàngel sant Miquel i els àngels caiguts

Un cop allà i posseïdor d'una gran fortuna, va gastar importants sumes de diners en obres de beneficència i va ser particularment generós amb els seus companys artistes amb problemes econòmics. Va arribar al cim de la celebritat el 1704 pintant l'obra Història de Judith en el sostre de la sagristia de la cartoixa de San Martí de Nàpols.
Una de les seves màximes era que el bon pintor és aquell que agrada al públic i aquest és atret més pel color que pel disseny.
Va morir a Nàpols el 1705. Després de la seva mort, va ser desacreditat amb duresa per artistes i crítics, que el consideraven responsable de la decadència de la pintura després dels anys esplendorosos d'Espanya. El nou interès que va suscitar l'època barroca a principis del segle xx va contribuir decisivament a la revaloració del pintor.